# St. Martin (Urloffen)

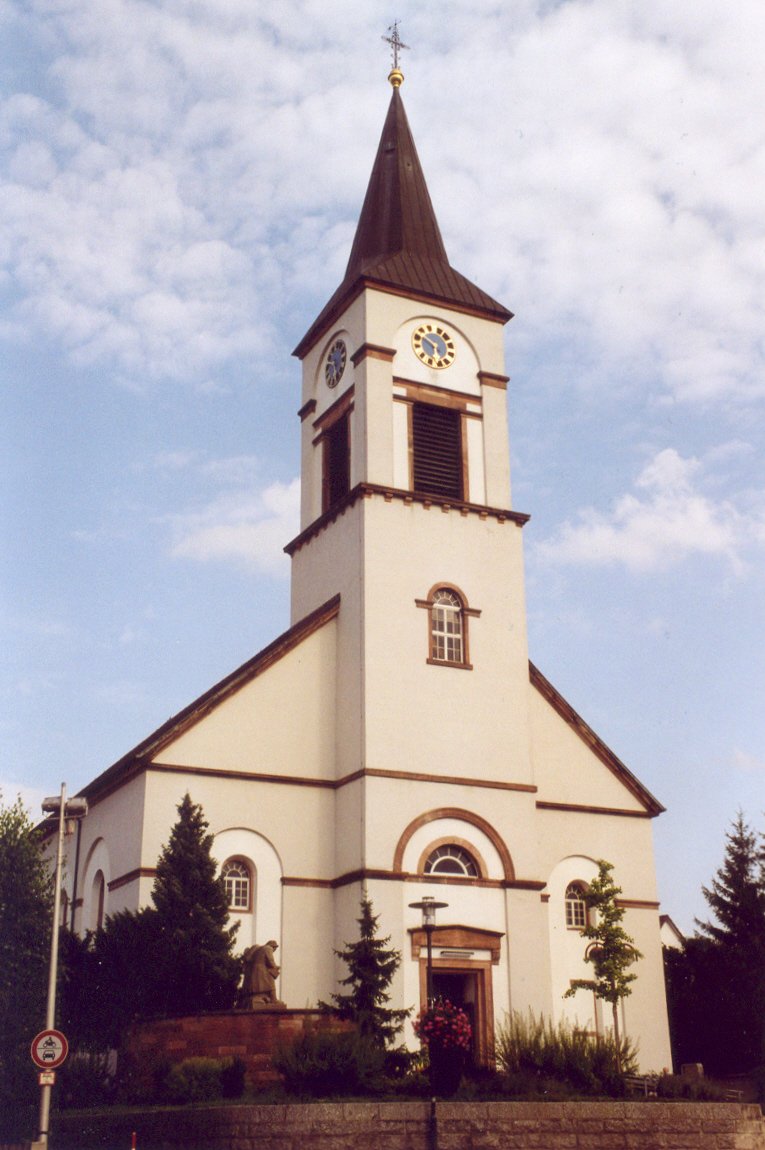
St. Martin in Urloffen

Die römisch-katholische Pfarrkirche St. Martin steht in Urloffen, einem Gemeindeteil von Appenweier im Ortenaukreis in Baden-Württemberg. Die Kirchengemeinde gehört seit der Dekanatsreform am 1. Januar 2008 zum Dekanat Offenburg-Kinzigtal des Erzbistums Freiburg und zudem zur Seelsorgeeinheit Appenweier-Durbach. Das Bauwerk ist beim Landesamt für Denkmalpflege Baden-Württemberg als Baudenkmal eingetragen.

## Beschreibung
Die Saalkirche besteht aus einem 1830 nach Plänen von Hans Voß gebauten Langhaus, einem eingezogenen, dreiseitig geschlossenen, gotischen Chor im Osten und einem eingezogenen Fassadenturm im Westen, der im Kern vom romanischen Vorgängerbau stammt und 1830 in der Formensprache Friedrich Weinbrenners ausgebaut wurde. Dabei wurde er um ein Geschoss aufgestockt, das die Turmuhr und den Glockenstuhl mit fünf Kirchenglocken beherbergt, und mit einem Knickhelm bedeckt.
Der Innenraum des Langhauses ist mit einem kassettierten Tonnengewölbe überspannt. Die klassizistische Kirchenausstattung stammt von Jodok Friedrich Wilhelm. Der Hochaltar wurde erst Ende des 19. Jahrhunderts gebaut. Auf dem Altarretabel eines Seitenaltars hat Johann Baptist Kirner die Heilige Familie dargestellt.